# Aston Villa F.C.
Câu lạc bộ bóng đá Aston Villa (tiếng Anh: Aston Villa Football Club) là câu lạc bộ bóng đá chuyên nghiệp Anh có trụ sở ở Birmingham. Câu lạc bộ thi đấu ở Giải bóng đá Ngoại hạng Anh, hạng đấu cao nhất của hệ thống giải bóng đá Anh. Được thành lập vào năm 1874, họ thi đấu các trận đấu sân nhà của họ tại Villa Park kể từ năm 1897. Aston Villa là thành viên sáng lập của Football League vào năm 1888 đồng thời là thành viên sáng lập của Giải bóng đá Ngoại hạng Anh vào năm 1992. Villa là một trong 6 câu lạc bộ của Anh vô địch Cúp C1 châu Âu, vào mùa giải 1981-82. Họ cũng vô địch Football League First Division 7 lần, Cúp FA 7 lần, Cúp Liên đoàn 5 lần và Siêu cúp bóng đá châu Âu 1 lần.
Đối thủ truyền thống của Aston Villa là câu lạc bộ Birmingham City. Trận đấu được biết đến như trận derby vùng Birmingham hay còn có một cái tên khác là Second City Derby và được diễn ra kể từ năm 1879.  Màu áo trang phục truyền thống của câu lạc bộ là màu rượu đỏ và màu xanh của bầu trời.

## Lịch sử đội bóng
Câu lạc bộ bóng đá Aston Villa được thành lập vào tháng 3 năm 1874 bởi thành viên của nhà thờ Weyslayan thuộc khu vực Aston, nay là một phần của thành phố Birmingham. Bốn thành viên sáng lập của câu lạc bộ bao gồm Jack Hughes, Frederick Matthews, Walter Price và William Scattergood. Trận đấu chính thức đầu tiên là với một đội Rugby địa phương có tên là Aston Brook St Mary's. Điều kiện để trận đấu được diễn ra là Aston Villa phải chơi hiệp đấu đầu tiên theo luật của môn Rugby và hiệp thứ hai theo luật bóng đá. Aston Villa nhanh chóng trở thành một trong những đội bóng xuất sắc nhất của vùng Midlands, giành được chiếc cúp đầu tiên, Birmingham Senior Cup, vào năm 1880.
Aston Villa giành FA Cup đầu tiên trong lịch sử của mình vào năm 1887 với đội trưởng Archie Hunter và trở thành đội bóng đầu tiên đoạt danh hiệu này.

## Thành tích

### Châu âu
- UEFA Champions League/Cúp C1: 1 (1982)
- UEFA Super Cup/Siêu cúp bóng đá châu Âu: 1 (1982)
- Cúp Intertoto: 2 (2001, 2008)

### Trong nước
Vô địch quốc gia
- Giải vô địch quốc gia: 7
  - 1894, 1896, 1897, 1899, 1900, 1910, 1981
- Giải hạng nhì quốc gia Anh: 2
  - 1938, 1960
- Giải hạng ba quốc gia Anh: 1
  - 1972

Cúp
- Cúp FA: 7
  - 1887, 1895, 1897, 1905, 1913, 1920, 1957
- Cúp Liên đoàn bóng đá Anh: 5
  - 1961, 1975, 1977, 1994, 1996
- FA Charity Shield: 1
  - 1981

## Cầu thủ

### Đội hình hiện tại

#### Đội một
Tính đến 7 tháng 8 năm 2024 
Ghi chú: Quốc kỳ chỉ đội tuyển quốc gia được xác định rõ trong điều lệ tư cách FIFA. Các cầu thủ có thể giữ hơn một quốc tịch ngoài FIFA.
| Số | VT | Quốc gia    | Cầu thủ                           |
| -- | -- | ----------- | --------------------------------- |
| 1  | TM | Argentina   | Emiliano Martínez (đội phó thứ 2) |
| 2  | HV | Ba Lan      | Matty Cash                        |
| 3  | HV | Brasil      | Diego Carlos (đội phó)            |
| 4  | HV | Anh         | Ezri Konsa                        |
| 5  | HV | Anh         | Tyrone Mings                      |
| 6  | TV | Brasil      | Douglas Luiz                      |
| 7  | TV | Scotland    | John McGinn (đội trưởng)          |
| 8  | TV | Bỉ          | Youri Tielemans                   |
| 10 | TV | Argentina   | Emiliano Buendía                  |
| 11 | TĐ | Anh         | Ollie Watkins                     |
| 12 | HV | Pháp        | Lucas Digne                       |
| 14 | HV | Tây Ban Nha | Pau Torres                        |
| 15 | HV | Tây Ban Nha | Àlex Moreno                       |
| 16 | TĐ | Anh         | Jaden Philogene                   |
| 17 | TĐ | Anh         | Samuel Iling-Junior               |
| 18 | TM | Úc          | Joe Gauci                         |

| Số | VT | Quốc gia  | Cầu thủ            |
| -- | -- | --------- | ------------------ |
| 20 | HV | Serbia    | Kosta Nedeljković  |
| 21 | TV | Argentina | Enzo Barrenechea   |
| 22 | HV | Hà Lan    | Ian Maatsen        |
| 24 | TV | Bỉ        | Amadou Onana       |
| 25 | TM | Thụy Điển | Robin Olsen        |
| 27 | TĐ | Anh       | Morgan Rogers      |
| 30 | HV | Anh       | Kortney Hause      |
| 31 | TĐ | Jamaica   | Leon Bailey        |
| 32 | HV | Bỉ        | Leander Dendoncker |
| 35 | TĐ | Anh       | Cameron Archer     |
| 41 | TV | Anh       | Jacob Ramsey       |
| 44 | TV | Pháp      | Boubacar Kamara    |
| 69 | HV | Anh       | Finley Munroe      |
| —  | HV | Anh       | Lino Sousa         |
| —  | TĐ | Colombia  | Jhon Durán         |

### Cho mượn
Ghi chú: Quốc kỳ chỉ đội tuyển quốc gia được xác định rõ trong điều lệ tư cách FIFA. Các cầu thủ có thể giữ hơn một quốc tịch ngoài FIFA.
| Số | VT | Quốc gia | Cầu thủ                                                             |
| -- | -- | -------- | ------------------------------------------------------------------- |
| —  | TM | Anh      | Filip Marschall (tại Crewe Alexandra đến 30 tháng 6 năm 2025)       |
| —  | TV | Brasil   | Philippe Coutinho (tại Vasco da Gama đến 30 tháng 6 năm 2025)       |
| —  | TĐ | Anh      | Lewis Dobbin (tại West Bromwich Albion đến 30 tháng 6 năm 2025)     |
| —  | HV | Anh      | Kaine Kesler-Hayden (tại Preston North End đến 30 tháng 6 năm 2025) |

| Số | VT | Quốc gia | Cầu thủ                                                      |
| -- | -- | -------- | ------------------------------------------------------------ |
| 54 | TĐ | Anh      | Louie Barry (tại Stockport County đến 30 tháng 6 năm 2025)   |
| 58 | TV | Anh      | Tommi O'Reilly (tại Shrewsbury Town đến 30 tháng 6 năm 2025) |
| 59 | HV | Anh      | Josh Feeney (tại Shrewsbury Town đến 30 tháng 6 năm 2025)    |

#### U-21s và Học viện
Ghi chú: Quốc kỳ chỉ đội tuyển quốc gia được xác định rõ trong điều lệ tư cách FIFA. Các cầu thủ có thể giữ hơn một quốc tịch ngoài FIFA.
| Số  | VT | Quốc gia    | Cầu thủ        |
| --- | -- | ----------- | -------------- |
| 48  | TM | Ba Lan      | Oliwier Zych   |
| 55  | TM | Tây Ban Nha | Lander Emery   |
| 64  | TM | Anh         | James Wright   |
| 78  | TM | Anh         | Sam Proctor    |
| TBC | HV | Hà Lan      | Sil Swinkels   |
| TBC | TV | Anh         | Todd Alcock    |
| TBC | TV | Anh         | Mikell Barnes  |
| 57  | TV | Bermuda     | Ajani Burchall |
| 70  | TV | Anh         | Kyrie Pierre   |

| Số  | VT | Quốc gia | Cầu thủ            |
| --- | -- | -------- | ------------------ |
| 72  | TV | Anh      | Kadan Young        |
| TBC | TV | Hà Lan   | Lamare Bogarde     |
| TBC | TĐ | Anh      | Charlie Lutz       |
| TBC | TĐ | Anh      | Kobei Moore        |
| TBC | HV | Scotland | Kerr Smith         |
| TBC | TV | Anh      | Rico Richards      |
| TBC | TĐ | Ai Cập   | Omar Khedr         |
| TBC | HV | Na Uy    | Ethan Amundsen-Day |

## Ban huấn luyện

### Ban huấn luyện hiện tại
| Chức vụ                 | Họ và tên       |
| ----------------------- | --------------- |
| Huấn luyện viên trưởng  | Unai Emery      |
| Trợ lý huấn luyện viên  | Gary McAllister |
| Trợ lý huấn luyện viên  | Michael Beale   |
| Huấn luyện viên thủ môn | Neil Cutler     |
| Vật lí trị liệu         | Alan Smith      |
| Phân tích               | Scott Mason     |

### Các thế hệ huấn luyện viên
Các huấn luyện viên cập nhật đến 16.3.2013 (chỉ tính các trận chính thức)
| Tên             | Quốc tịch   | Từ                | Đến               | Số trận | Thắng | Hòa | Thua | tỷ lệ thắng% | Honours                                                | Ghi chú       |
| --------------- | ----------- | ----------------- | ----------------- | ------- | ----- | --- | ---- | ------------ | ------------------------------------------------------ | ------------- |
| George Ramsay   | Scotland    | tháng 8 năm 1884  | tháng 5 năm 1926  | 1.327   | 658   | 414 | 255  | 049,59       | 6 FA Cups, 6 Division One championships                | [ 9 ] [ 10 ]  |
| W. J. Smith     | Anh         | tháng 8 năm 1926  | tháng 5 năm 1934  | 364     | 175   | 67  | 122  | 048,08       | -                                                      | [ 11 ]        |
| Jimmy McMullan  | Scotland    | tháng 6 năm 1934  | tháng 10 năm 1936 | 55      | 17    | 15  | 23   | 030,91       | -                                                      | [ 12 ] [ 13 ] |
| Jimmy Hogan     | Anh         | Summer 1936       | tháng 9 năm 1939  | 124     | 57    | 26  | 41   | 045,97       | Division Two Champions                                 | [ 14 ]        |
| Alex Massie     | Scotland    | tháng 8 năm 1945  | tháng 8 năm 1950  | 189     | 76    | 46  | 67   | 040,21       | -                                                      | [ 15 ]        |
| George Martin   | Scotland    | tháng 12 năm 1950 | tháng 8 năm 1953  | 119     | 47    | 30  | 42   | 039,50       | -                                                      | [ 16 ]        |
| Eric Houghton   | Anh         | tháng 9 năm 1953  | tháng 11 năm 1958 | 250     | 88    | 65  | 97   | 035,20       | 1 FA Cup                                               | [ 17 ]        |
| Joe Mercer      | Anh         | tháng 12 năm 1958 | tháng 7 năm 1964  | 282     | 120   | 63  | 99   | 042,55       | 1 Second Division Championship, 1 Football League Cup  | [ 18 ]        |
| Dick Taylor     | Anh         | tháng 7 năm 1964  | tháng 5 năm 1967  | 144     | 51    | 22  | 71   | 035,42       | -                                                      | [ 19 ]        |
| Tommy Cummings  | Anh         | tháng 7 năm 1967  | tháng 11 năm 1968 | 62      | 18    | 14  | 30   | 029,03       | -                                                      | [ 20 ]        |
| Tommy Docherty  | Scotland    | tháng 12 năm 1968 | tháng 1 năm 1970  | 46      | 13    | 16  | 17   | 028,26       | -                                                      | [ 21 ]        |
| Vic Crowe       | Wales       | tháng 1 năm 1970  | tháng 5 năm 1974  | 199     | 88    | 55  | 56   | 044,22       | -                                                      | [ 22 ]        |
| Ron Saunders    | Anh         | tháng 6 năm 1974  | tháng 2 năm 1982  | 353     | 157   | 98  | 98   | 044,48       | 2 Football League Cups, 1 Division One championship. ' | [ 24 ]        |
| Tony Barton     | Anh         | tháng 2 năm 1982  | tháng 6 năm 1984  | 130     | 58    | 24  | 48   | 044,62       | 1 European Cup, 1 UEFA Super Cup                       | [ 25 ]        |
| Graham Turner   | Anh         | tháng 7 năm 1984  | tháng 9 năm 1986  | 105     | 33    | 29  | 43   | 031,43       | -                                                      | [ 26 ]        |
| Billy McNeill   | Scotland    | tháng 9 năm 1986  | tháng 5 năm 1987  | 41      | 9     | 15  | 17   | 021,95       | -                                                      | [ 27 ]        |
| Graham Taylor   | Anh         | tháng 5 năm 1987  | tháng 7 năm 1990  | 142     | 65    | 35  | 42   | 045,77       | -                                                      | [ 28 ]        |
| Jozef Vengloš   | Tiệp Khắc   | tháng 7 năm 1990  | tháng 5 năm 1991  | 49      | 16    | 15  | 18   | 032,65       | -                                                      | [ 29 ]        |
| Ron Atkinson    | Anh         | tháng 7 năm 1991  | tháng 11 năm 1994 | 178     | 77    | 45  | 56   | 043,26       | 1 Football League Cup                                  | [ 30 ]        |
| Brian Little    | Anh         | tháng 11 năm 1994 | tháng 2 năm 1998  | 164     | 68    | 45  | 51   | 041,46       | 1 Football League Cup,                                 | [ 31 ]        |
| John Gregory    | Anh         | tháng 2 năm 1998  | tháng 1 năm 2002  | 190     | 82    | 52  | 56   | 043,16       | 1 UEFA Intertoto Cup                                   | [ 32 ]        |
| Graham Taylor   | Anh         | tháng 2 năm 2002  | tháng 5 năm 2003  | 60      | 19    | 14  | 27   | 031,67       | -                                                      | [ 28 ]        |
| David O'Leary   | Ireland     | tháng 5 năm 2003  | tháng 7 năm 2006  | 131     | 47    | 35  | 49   | 035,88       | -                                                      | [ 33 ]        |
| Martin O'Neill  | Bắc Ireland | tháng 8 năm 2006  | tháng 8 năm 2010  | 190     | 80    | 60  | 50   | 042,11       | -                                                      | [ 34 ]        |
| Gérard Houllier | Pháp        | tháng 9 năm 2010  | tháng 6 năm 2011  | 36      | 14    | 8   | 14   | 038,89       | -                                                      | [ 35 ]        |
| Alex McLeish    | Scotland    | tháng 6 năm 2011  | tháng 5 năm 2012  | 42      | 9     | 17  | 16   | 021,43       | -                                                      | [ 36 ]        |
| Paul Lambert    | Scotland    | tháng 6 năm 2012  | Present           | 38      | 13    | 9   | 16   | 034,21       | -                                                      | [ 37 ]        |